# МАЗ-5340

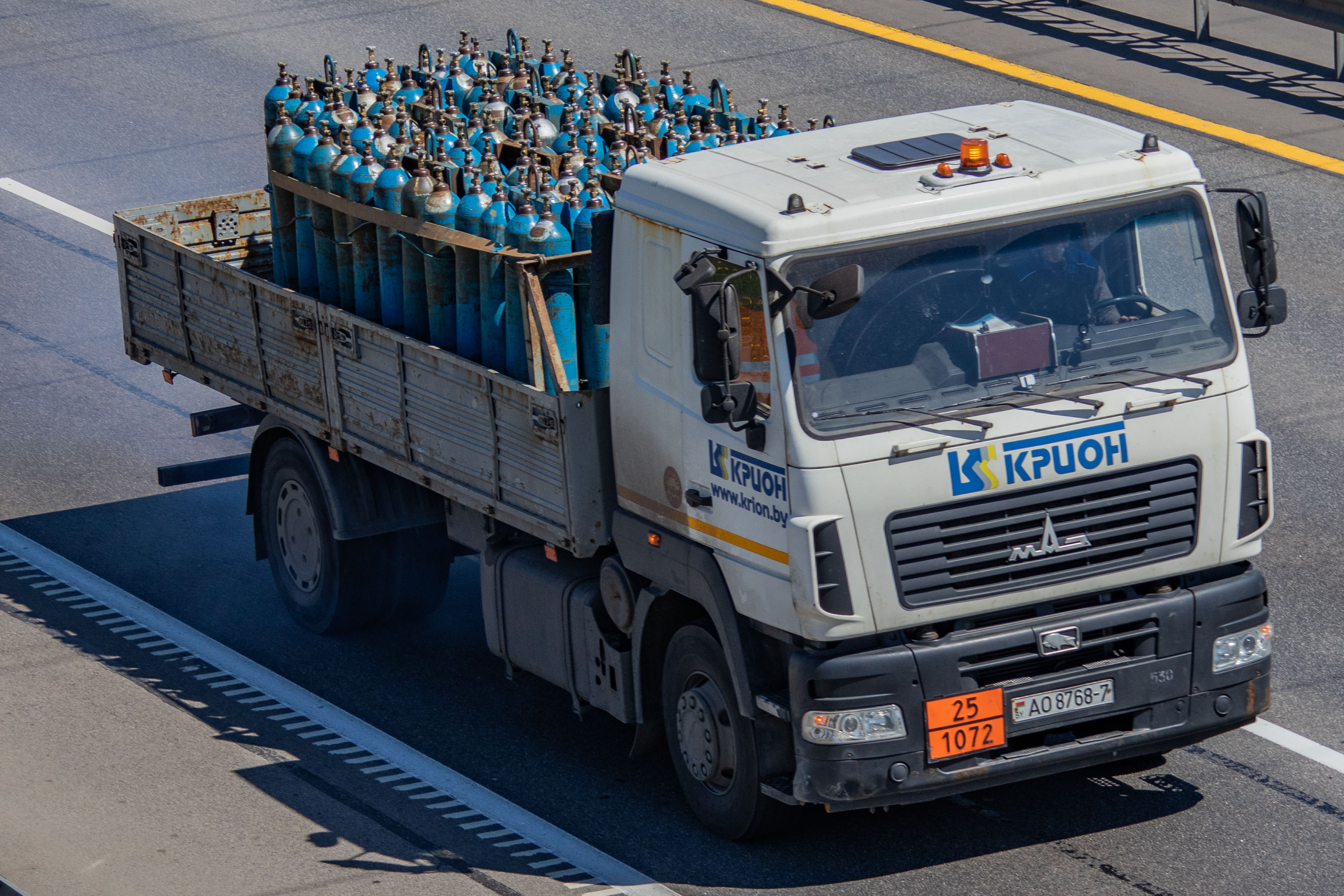
МАЗ-5340 с рестайлингом кабины с 2008-10 годов

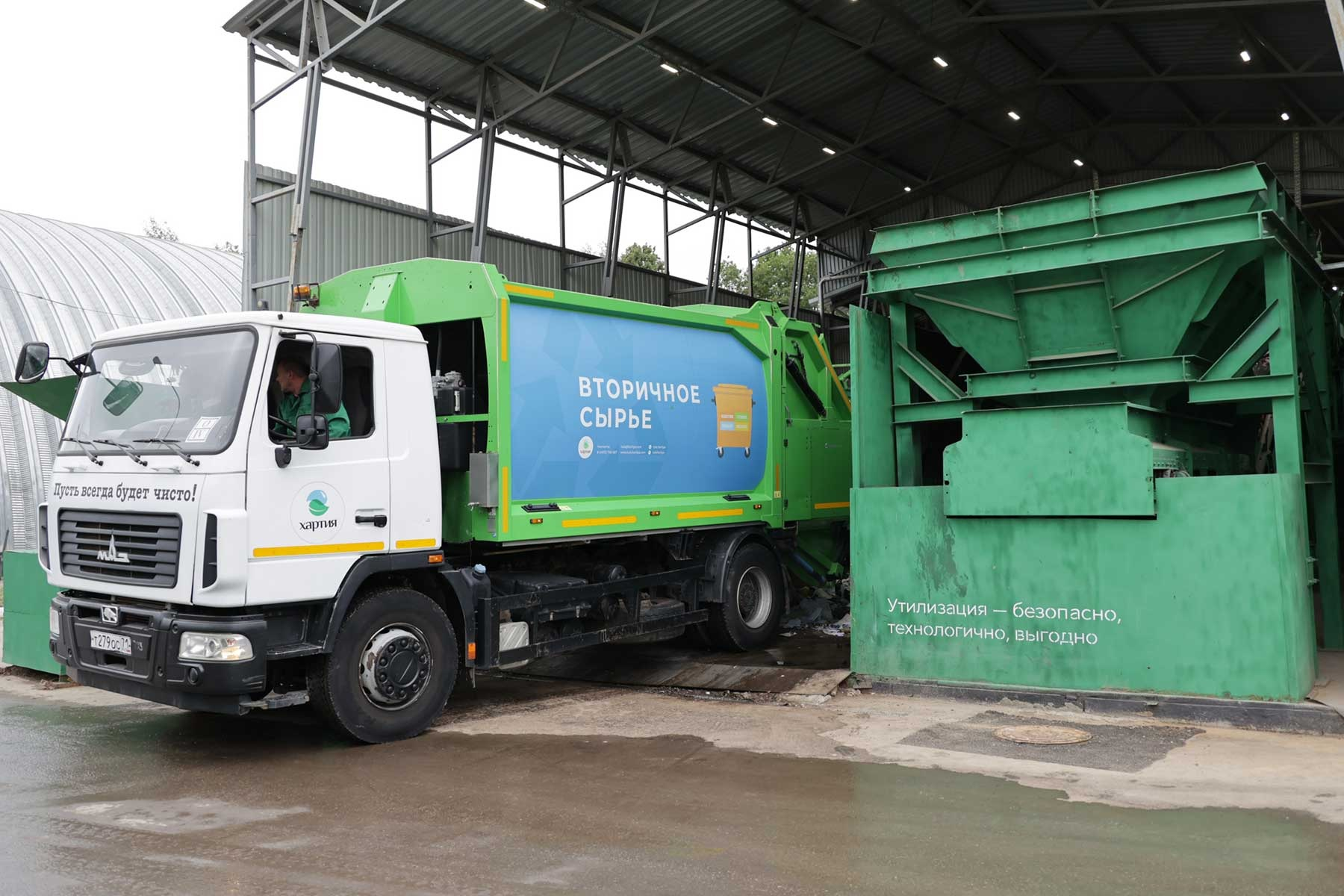
Мусоровоз на шасси МАЗ-5340

МАЗ-5340 — семейство белорусских крупнотоннажных грузовых автомобилей четвёртого поколения, выпускающихся на Минском автомобильном заводе с 2002 года. Автомобили являются преемниками семейства предыдущего (третьего) поколения МАЗ-5337, во многом аналогичны им и выпускаются параллельно с ними.

## Информация
Модель МАЗ-5340 наряду с моделями предыдущих поколений МАЗ-500, МАЗ-5335, МАЗ-5336 и МАЗ-5337 производится как в виде шасси, так и в виде бортовых тягачей. Технически существует возможность управлять транспортным средством в комплекте с прицепом в качестве автопоезда полной массой до 45 тонн.

## Технические характеристики
- Максимальная скорость: 100 км/ч
- Объём кузова: 10 м3
- Колесная база: 4850 мм
- Колёсная формула: (4×2)

Веса
- Нагрузка на переднюю ось: 7450 кг
- Нагрузка на заднюю ось: 11 500 кг
- Полная масса: 18 950 кг
- Снаряжённая масса: 9500 кг
- Грузоподъёмность: 9300 кг
- Полная масса автопоезда: 45000 кг

## Модификации
- МАЗ-5340A2
- МАЗ-5340A3
- МАЗ-5340A5
- МАЗ-5340A8[3]
- МАЗ-5340E9
- МАЗ-534019
- МАЗ-5340B3
- МАЗ-5340B5
- МАЗ-5340W6